# Gran Premio di Spagna 2008
Il Gran Premio di Spagna 2008 si è svolto il 27 aprile sul Circuito di Catalogna a Montmeló. La pole position, il giro più veloce e la gara, sono stati realizzati da Kimi Räikkönen, ottenendo così un hat trick.
La scuderia Super Aguri in notevoli difficoltà, ha gareggiato per tutto il fine settimana grazie agli aiuti della casa madre Honda anche se è stata la loro ultima partecipazione. Per i prossimi gran premi la sua partecipazione è fortemente a rischio. Inoltre fu l'ultima gara per Takuma Satō e per Anthony Davidson.

## Prove
Nella prima sessione del venerdì, si è avuta questa situazione:
| Pos | Nome           | Squadra/Motore   | Tempo    |
| --- | -------------- | ---------------- | -------- |
| 1   | Kimi Räikkönen | Ferrari          | 1:20.649 |
| 2   | Felipe Massa   | Ferrari          | 1:20.699 |
| 3   | Lewis Hamilton | McLaren-Mercedes | 1:21.192 |

Nella seconda sessione del venerdì, si è avuta questa situazione:
| Pos | Nome            | Squadra/Motore | Tempo    |
| --- | --------------- | -------------- | -------- |
| 1   | Kimi Räikkönen  | Ferrari        | 1:21.935 |
| 2   | Nelsinho Piquet | Renault        | 1:22.019 |
| 3   | Fernando Alonso | Renault        | 1:22.032 |

Nella sessione libera del sabato, si è avuta questa situazione:
| Pos | Nome            | Squadra/Motore   | Tempo    |
| --- | --------------- | ---------------- | -------- |
| 1   | Nick Heidfeld   | BMW Sauber       | 1:21.269 |
| 2   | David Coulthard | Red Bull-Renault | 1:21.465 |
| 3   | Fernando Alonso | Renault          | 1:21.599 |

## Qualifiche
Le qualifiche si sono svolte senza problemi, ed i risultati sono riportati nella tabella seguente:
| Pos | Griglia | Nome                 | Squadra/Motore      | Q 1      | Q 2      | Q 3      |
| --- | ------- | -------------------- | ------------------- | -------- | -------- | -------- |
| 1   | 1       | Kimi Räikkönen       | Ferrari             | 1:20.701 | 1:20.784 | 1:21.813 |
| 2   | 2       | Fernando Alonso      | Renault             | 1:21.347 | 1:20.804 | 1:21.904 |
| 3   | 3       | Felipe Massa         | Ferrari             | 1:21.528 | 1:20.584 | 1:22.058 |
| 4   | 4       | Robert Kubica        | BMW Sauber          | 1:21.423 | 1:20.597 | 1:22.065 |
| 5   | 5       | Lewis Hamilton       | McLaren-Mercedes    | 1:21.366 | 1:20.825 | 1:22.096 |
| 6   | 6       | Heikki Kovalainen    | McLaren-Mercedes    | 1:21.430 | 1:20.817 | 1:22.231 |
| 7   | 7       | Mark Webber          | Red Bull-Renault    | 1:21.494 | 1:20.984 | 1:22.429 |
| 8   | 8       | Jarno Trulli         | Toyota              | 1:21.158 | 1:20.907 | 1:22.529 |
| 9   | 9       | Nick Heidfeld        | BMW Sauber          | 1:21.466 | 1:20.815 | 1:22.542 |
| 10  | 10      | Nelson Piquet Jr.    | Renault             | 1:21.409 | 1:20.894 | 1:22.699 |
| 11  | 11      | Rubens Barrichello   | Honda               | 1:21.548 | 1:21.049 |          |
| 12  | 12      | Kazuki Nakajima      | Williams-Toyota     | 1:21.690 | 1:21.117 |          |
| 13  | 13      | Jenson Button        | Honda               | 1:21.757 | 1:21.211 |          |
| 14  | 14      | Timo Glock           | Toyota              | 1:21.427 | 1:21.230 |          |
| 15  | 15      | Nico Rosberg         | Williams-Toyota     | 1:21.472 | 1:21.349 |          |
| 16  | 16      | Sébastien Bourdais   | Toro Rosso-Ferrari  | 1:21.540 | 1:21.724 |          |
| 17  | 17      | David Coulthard      | Red Bull-Renault    | 1:21.810 |          |          |
| 18  | 18      | Sebastian Vettel     | Toro Rosso-Ferrari  | 1:22.108 |          |          |
| 19  | 19      | Giancarlo Fisichella | Force India-Ferrari | 1:22.516 |          |          |
| 20  | 20      | Adrian Sutil         | Force India-Ferrari | 1:23.224 |          |          |
| 21  | 21      | Anthony Davidson     | Super Aguri-Honda   | 1:23.318 |          |          |
| 22  | 22      | Takuma Satō          | Super Aguri-Honda   | 1:23.496 |          |          |

## Gara
La Formula 1 approda in Europa per il primo appuntamento mondiale nel vecchio continente. Il Gran Premio è stato dominato dall'inizio alla fine dalle due Ferrari.
Durante il giro di ricognizione, Alonso quasi perde il controllo della vettura scaldando le gomme e finisce sull'erba. Al via il suo scatto non è eccezionale e Felipe Massa lo passa alla prima curva; Hamilton sorpassa Robert Kubica. Sempre al primo giro un incidente tra Vettel e Sutil causa l'ingresso della safety car, che rimane in pista per 2 giri. Per il tedesco della Toro Rosso è il terzo ritiro consecutivo nel corso del primo giro. Nelsinho Piquet, dopo la miglior qualifica della sua ancor breve carriera, è protagonista di un inizio gara disastroso: prima finisce largo nella ghiaia mentre è decimo perdendo diverse posizioni, poi, nel tentativo di risalire, entra senza criterio all’interno di Bourdais provocando il contatto e il ritiro di entrambi. 
Intanto in testa le Ferrari allungano con Räikkönen più veloce di Massa; seguono Alonso, Hamilton, Kubica, Kovalainen ed Heidfeld. Al 16º giro Alonso è, come previsto, il primo a fermarsi, lasciando pista libera ad Hamilton che abbassa i suoi tempi ma sempre più lento delle Ferrari. Sia l’inglese che Kubica si ritrovano dopo il pitstop davanti allo spagnolo della Renault.
Nel corso del 22º giro Kovalainen, che è momentaneamente in testa, rimane vittima di un preoccupante cedimento della sospensione sinistra, in curva ad oltre 200 km/h, che lo manda dritto contro le barriere, costringendo la safety car a tornare in pista per 6 giri. Il pilota non ha riportato danni, ma è stato comunque trasportato in ospedale con l'elicottero di servizio. In quello stesso frangente Heidfeld rifornisce, con la pitlane ancora chiusa, e questo gli costerà una penalità stop and go, che, scontata dopo la ripartenza, lo retrocederà in coda al gruppo. Stavolta Hamilton rimane nella scia della Ferrari di Massa per un paio di giri, ma il copione non cambia. Intanto Alonso ed è costretto al ritiro per cedimento del motore, dopo l'ottima prima fila in qualifica. 
Nessuno riuscirà più ad avvicinare Räikkönen, anche se il distacco tra i primi quattro rimane sempre contenuto. Hamilton torna quindi sul podio, seguito da Kubica; quinto posto per un regolare Mark Webber, sesto Jenson Button, capace con la strategia di approfittare degli eventi come il settimo Kazuki Nakajima, ottavo Jarno Trulli.
In classifica Räikkönen allunga a 29 punti, con nove lunghezze di vantaggio su Hamilton, dieci su Kubica e undici su Massa.
I risultati del GP sono stati i seguenti:

### Risultati
| Pos | N  | Pilota               | Costruttore         | Giri | Tempo/Ritiro                | Griglia | Punti |
| --- | -- | -------------------- | ------------------- | ---- | --------------------------- | ------- | ----- |
| 1   | 1  | Kimi Räikkönen       | Ferrari             | 66   | 1:38:19.051                 | 1       | 10    |
| 2   | 2  | Felipe Massa         | Ferrari             | 66   | + 3.228                     | 3       | 8     |
| 3   | 22 | Lewis Hamilton       | McLaren-Mercedes    | 66   | + 4.187                     | 5       | 6     |
| 4   | 4  | Robert Kubica        | BMW Sauber          | 66   | + 5.694                     | 4       | 5     |
| 5   | 10 | Mark Webber          | Red Bull-Renault    | 66   | + 35.938                    | 7       | 4     |
| 6   | 16 | Jenson Button        | Honda               | 66   | + 53.010                    | 13      | 3     |
| 7   | 8  | Kazuki Nakajima      | Williams-Toyota     | 66   | + 58.244                    | 12      | 2     |
| 8   | 11 | Jarno Trulli         | Toyota              | 66   | + 59.435                    | 8       | 1     |
| 9   | 3  | Nick Heidfeld        | BMW Sauber          | 66   | + 1:03.073                  | 9       |       |
| 10  | 21 | Giancarlo Fisichella | Force India-Ferrari | 65   | + 1 giro                    | 19      |       |
| 11  | 12 | Timo Glock           | Toyota              | 65   | + 1 giro                    | 14      |       |
| 12  | 9  | David Coulthard      | Red Bull-Renault    | 65   | + 1 giro                    | 17      |       |
| 13  | 18 | Takuma Satō          | Super Aguri-Honda   | 65   | + 1 giro                    | 22      |       |
| Rit | 7  | Nico Rosberg         | Williams-Toyota     | 41   | Motore                      | 15      |       |
| Rit | 5  | Fernando Alonso      | Renault             | 34   | Motore                      | 2       |       |
| Rit | 17 | Rubens Barrichello   | Honda               | 34   | Rottura                     | 11      |       |
| Rit | 23 | Heikki Kovalainen    | McLaren-Mercedes    | 21   | Incidente                   | 6       |       |
| Rit | 19 | Anthony Davidson     | Super Aguri-Honda   | 8    | Radiatore                   | 21      |       |
| Rit | 14 | Sébastien Bourdais   | Toro Rosso-Ferrari  | 7    | Collisione con N.Piquet Jr. | 16      |       |
| Rit | 6  | Nelson Piquet Jr.    | Renault             | 6    | Collisione con S.Bourdais   | 10      |       |
| Rit | 20 | Adrian Sutil         | Force India-Ferrari | 0    | Collisione con S.Vettel     | 20      |       |
| Rit | 15 | Sebastian Vettel     | Toro Rosso-Ferrari  | 0    | Collisione con A.Sutil      | 18      |       |

## Classifiche Mondiali

### Piloti
| Pos | Pilota             | Punti |
| --- | ------------------ | ----- |
| 1   | Kimi Räikkönen     | 29    |
| 2   | Lewis Hamilton     | 20    |
| 3   | Robert Kubica      | 19    |
| 4   | Felipe Massa       | 18    |
| 5   | Nick Heidfeld      | 16    |
| 6   | Heikki Kovalainen  | 14    |
| 7   | Jarno Trulli       | 9     |
| 8   | Mark Webber        | 8     |
| 9   | Nico Rosberg       | 7     |
| 10  | Fernando Alonso    | 6     |
| 11  | Kazuki Nakajima    | 5     |
| 12  | Jenson Button      | 3     |
| 13  | Sébastien Bourdais | 2     |

### Costruttori
| Pos | Team             | Punti |
| --- | ---------------- | ----- |
| 1   | Ferrari          | 47    |
| 2   | BMW Sauber       | 35    |
| 3   | McLaren-Mercedes | 34    |
| 4   | Williams-Toyota  | 12    |
| 5   | Toyota           | 9     |
| 6   | RBR-Renault      | 8     |
| 7   | Renault          | 6     |
| 8   | Honda            | 3     |
| 9   | STR-Ferrari      | 2     |